# Il distretto di Tiexi
Il distretto di Tienxi (鐵西區T, 铁西区S, Tiěxī QūP) è un documentario del 2003 diretto da Wang Bing della durata di oltre nove ore, divise in 3 capitoli: Ruggine, Vestigia e Rotaie.

## Trama
Dopo l'avvento della Repubblica Popolare Cinese, e grazie ai finanziamenti dell'Unione Sovietica, il complesso industriale di Tie Xi divenne il più grande del Paese. A pieno regime, nei primi anni '80, il complesso industriale dava lavoro a più di un milione di persone. Ma, all'inizio del decennio successivo, molte fabbriche statali andarono in perdita, ed una ad una, cominciarono a chiudere. Il documentario è stato girato tra il 1999 e il 2001, documentando la lenta e inesorabile agonia del distretto di Tienxi, e le reazioni di una classe operaia cui era stato promesso un ben più radioso futuro; riprendendo le drammatiche conseguenze del passaggio del Paese da un'economia socialista a una fondata sulle leggi di mercato.

### Episodi
Il film è diviso in tre parti, Ruggine, Vestigia e Rotaie, ognuna delle quali inizia verso la fine del 1999 e finisce nel corso del 2001. Ognuna delle tre parti si caratterizza per un crescendo drammatico, che risulta dettato dall'effettivo concretizzarsi dei temuti fantasmi (la chiusura delle fabbriche, l'abbandono forzato delle proprie case, l'arresto del vecchio Du e le sue conseguenze).

#### Ruggine
La prima delle tre parti del film ha per protagonista il complesso industriale di Tie Xi e la monumentalità dei suoi stabilimenti, su molti dei quali sono già impressi i segni dell'abbandono e della rovina, come il titolo. La gran parte delle scene è girata fuori e dentro le diverse fabbriche o in luoghi annessi al complesso, come l'ospedale dove i pazienti sono costretti a lunghe degenze, a causa delle dannose esalazioni. Il film alterna immagini di lavoro ad altre di riposo, in cui gli operai giocano a carte, organizzano partite di mahjong, litigano fra loro. Poco alla volta la situazione si fa sempre più disperata, con la chiusura di nuovi stabilimenti e la perdita di lavoro. Agli operai non rimane altro che lo sfogo verbale, senza possibilità alcuna di una difesa collettiva e organizzata dei propri diritti. Tra i momenti più rappresentativi c'è la scena del karaoke organizzato dai lavoratori per la festa di Capodanno, dove un'operaia intona una canzone rivoluzionaria.

#### Vestigia
La seconda parte si concentra sui quartieri della case popolari di Shenyang. Si ritorna al dicembre '99, una grande lotteria nazionale promette fantastici premi agli acquirenti di un biglietto. Inizialmente l'episodio si concentra su alcuni giovani senza lavoro, che passano il tempo ad oziare, corteggiare le ragazze, litigare con le madri a causa dei pochi soldi che a causa del licenziamento i padri non possono avere. Il luogo di ritrovo è un negozio di alimentari e prodotti per la casa. Poco alla volta il documentario segue la noia e il dramma di queste famiglie, per poi assumere una maggiore drammaticità sociale con l'annuncio che gli abitanti dell'area dovranno lasciare le case perché l'area sarà demolita. Da una parte ci sono le diverse reazioni: c'è chi ha parenti da cui andare, chi ammassa i suoi averi su un furgone, chi demolisce da solo la propria casa per potersi portare via ciò che gli è utile, chi organizza un mercatino in cui vendere le cose che non gli servono più, chi è deciso a rimanere nel proprio tugurio fino a che non lo cacceranno con la forza. Arriveranno i tecnici del quartiere, alla fine, tagliando le linee elettriche, lasciando le case al buio e i lavori di demolizione che trasformeranno il paesaggio in un cumulo di macerie.

#### Rotaie
L'ultimo episodio, racconta del sistema ferroviario che unisce le diverse aziende di Tie Xi alle ferrovie nazionali, per trasportare negli stabilimenti le materie prime e portare via il lavoro finito. Si ritorna nuovamente al '99, documentando il lavoro quotidiano dei ferrovieri e mettendo in mostra il paesaggio industriale in rovina. Le conversazioni fra i lavoratori sulle nuove realtà della Cina in versione capitalistica. Il crescendo drammatico di Rotaie è qui affidato ad un protagonista in particolare: il vecchio Du e di suo figlio Yang. Du, ha perso il lavoro alle ferrovie, abita abusivamente in un locale dello scalo merci. In uno dei momenti di confessione, racconta alla videocamera di Wang Bing la sua triste esistenza: gli anni ai lavori forzati durante la Rivoluzione culturale, l'arresto del padre accusato di svolgere un'attività privata, l'abbandono della moglie che lo lascia solo con i figli. La situazione di Du precipita col suo arresto, da questo momento il film si focalizza sul figlio, Yang, che attende la liberazione del padre.

## Produzione

### Riprese
Tie Xi (conosciuto anche con il titolo inglese di West of the Tracks), è stato girato senza autorizzazione, da un solo uomo, Wang Bing, con una videocamera Panasonic ZEI, privo di qualsiasi effetto speciale, con un montaggio essenziale. Rappresenta una delle punte più audaci del documentario cinese contemporaneo. Il film si ambienta in una città della Manciuria, Shenyang, nel gigantesco complesso industriale di Tie Xi, costruito nel 1934 ai tempi dell'occupazione giapponese, con il compito di produrre materiali di guerra per l'armata imperiale giapponese.
Wang Bing non nasconde la sua videocamera, gli operai e le loro famiglie sono sempre coscienti della sua presenza; ogni commento è escluso. Le immagini mostrano il complesso industriale e residenziale di Tie Xi - molte volte dalla locomotiva di uno dei treni - e la vita quotidiana, in fabbrica e fuori dalla fabbrica, di coloro che vi vivono e lavorano.
Le scene parlate si affidano quasi esclusivamente ai dialoghi degli stessi operai e cittadini, anche se di tanto in tanto qualcuno di loro si rivolge direttamente a Wang Bing, ma sempre in maniera confidenziale, non forzata. Il regista usa un approccio oggettivo, lunghe inquadrature, statiche. I piani ravvicinati sono poco frequenti, semplicemente descrittivi. I movimenti di macchina sono per lo più funzionali ad accompagnare gli spostamenti dei personaggi.
Come scrive Guy Gauthier: 
(G. Gauthier, Documentaire, politique et vérité. À l’ouest des rails, 2007, p.98)

### Montaggio
Il montaggio è essenziale, senza nessun intento di alterare il dramma. La musica è proveniente dai canti delle persone del luogo. Le trecento ore di riprese sono state dapprima tagliate in cinque, per essere presentate al Festival di Berlino del 2002, e poi, grazie al successo della critica ed al finanziamento della Hubert Bals Fund di Rotterdam, Wang Bing monta la versione definitiva di 9 ore e 11 minuti, presentandola al Festival del documentario di Marsiglia e a quello dei Tre continenti di Nantes.

## Distribuzione

### Data di uscita
Le date di uscita internazionali dal 2002 sono state:
- 2002 in Corea del Sud al Jeonju International Film Festival (Tie Xi Qu: West of the Tracks)
- gennaio 2003 nei Paesi Bassi al International Film Festival Rotterdam (Tie Xi Qu: West of the Tracks)
- 7/8/9 settembre 2003 in Canada al Toronto International Film Festival (episodio 1/2/3) (Tie Xi Qu: West of the Tracks)
- 16/17/18 novembre 2003 in Italia al Torino Film Festival (episodio 1/2/3) (Il distretto di Tiexi)
- 26/27 novembre 2003 in Francia al Festival des 3 Continents (À l'ouest des rails)
- 18 aprile 2007 negli USA (Tie Xi Qu: West of the Tracks)
- 18 luglio 2013 a Taiwan al Taipei Film Festival

In Italia, è andato in onda l'episodio Ruggine, su Rai 3 il 12 febbraio 2012 a partire dalle ore 02.55. È andata nuovamente in onda il 18 febbraio alle ore 04.20. Le altre due parti sono andate in onda sempre su Rai 3 nel programma Fuori orario di Enrico Ghezzi.